# Netupitant/palonosetron
Netupitant / palonosetron (tên thương mại Akynzeo) là một loại thuốc kết hợp liều cố định để phòng ngừa buồn nôn và nôn do hóa trị cấp tính và trì hoãn . Nó được tiếp thị và phân phối bởi Helsinn Therapeutics. Netupitant là chất đối kháng thụ thể NK 1 và palonosetron là chất đối kháng thụ thể 5-HT 3.

## Chống chỉ định
Netupitant / palonosetron chống chỉ định trong thai kỳ.

## Tác dụng phụ
Các tác dụng phụ phổ biến nhất là đau đầu và táo bón. Cấu hình chung của các tác dụng phụ có thể so sánh với palonosetron (xem Palonosetron # Tác dụng bất lợi); không có tác dụng phụ phổ biến có thể được quy cho netupitant.